# Katiku Luku
Katiku Luku is een bestuurslaag in het regentschap Oost-Soemba van de provincie Oost-Nusa Tenggara, Indonesië. Katiku Luku telt 1003 inwoners (volkstelling 2010).